# 708090之深圳恋歌
《708090之深圳恋歌》，中国大陆励志电影，导演林伊琦、鄧鑒泉、陳木川，监制林伊琦，領銜主演宋智孝、吴克群、陳　銳、温碧霞、万　里及赵奕欢。该片是深圳建市35周年献礼片。

## 剧情
《708090之深圳恋歌》中，温碧霞饰演的赵媛媛是男主角的结发夫妻，与之同甘共苦、相濡以沫，陪伴他走过人生中最艰难的创业岁月并且在生活，事业上都毫无保留地付出。赵媛媛在年轻时，便离开父母，只身前往深圳，给予相爱的人百分百支持，这样义无反顾地抉择也注定两个人长达一生的情感纠葛。
《708090之深圳恋歌》与其说是一代人的变迁人生，在女主角身上，更显一代女性的独立之路。温碧霞饰演的赵媛媛从一开始的义无反顾相爱，到贤惠持家，为丈夫挺起坚强的家庭和情感支持，但世事变幻，丈夫事业突飞猛进的同时，夫妻俩的感情却反比式的不如往昔一样甜蜜，价值观差异越来越明显。她选择离开，不再将生活局限在“服务型”妻子，在自己梦想的事业舞台上奋进努力，并且实现了完美的绽放，这样的独立令她的人生更加光彩，对于夫妻感情的走向也起到了关键的作用。在内地改革开放时代，这样的女性有很多，她们也是中国经济大版图中不可或缺的一股骨干力量。

## 領銜主演
| 演员   | 角色   | 备注   |
| 宋智孝 | 宋美月 |        |
| 吴克群 | 李明哲 |        |
| 陳 銳  | 钱海   |        |
| 温碧霞 | 赵媛媛 |        |
| 万 里  |        |        |
| 赵奕欢 | 林美晴 | 大学生 |

## 特別演出
| 演员   | 角色   | 备注  |
| 吕良伟 | 冯华平 | [ 3 ] |
| 李東翰 |        |       |
| 劉錫賢 |        |       |
| 李凤鸣 |        |       |

## 友情演出
| 演员  | 角色 | 备注 |
| 商 侃 |      |      |
| 多 亮 |      |      |
| 程 妮 |      |      |

## 其他演出
| 演员   | 角色 | 备注   |
| 赵晨妍 |      | 大学生 |

## 制作
2014年9月14日，该片在深圳市开机，导演林伊琦以及主演温碧霞、宋智孝、吴克群等出席。
该片在深圳市、云南省香格里拉、柬埔寨金边取景。
2014年10月20日，该片在柬埔寨拍摄完成。